# Conseil des ministres (Algérie)
 (février 2024).
Si vous disposez d'ouvrages ou d'articles de référence ou si vous connaissez des sites web de qualité traitant du thème abordé ici, merci de compléter l'article en donnant les références utiles à sa vérifiabilité et en les liant à la section « Notes et références ».

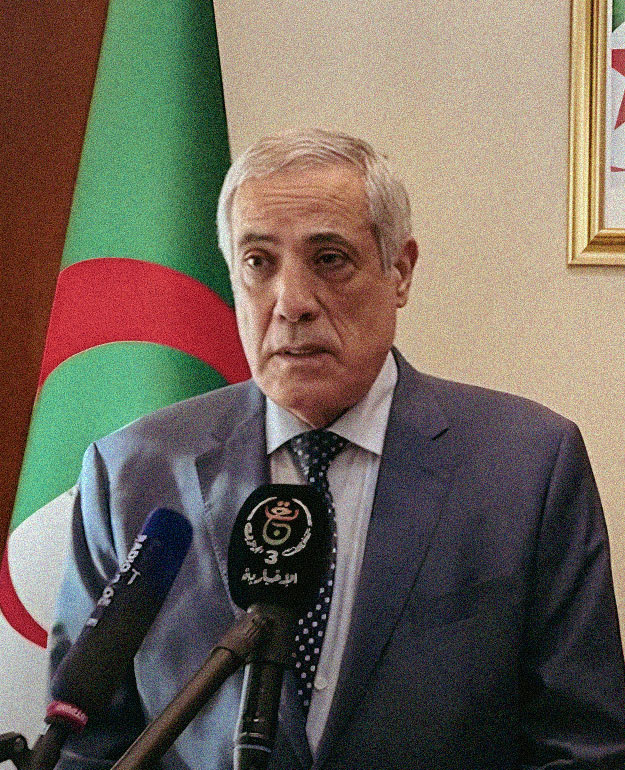
Le Premier ministre Nadir Larbaoui en 2023.

Le Conseil des ministres est un organe établi par la Constitution algérienne pour discuter et adopter certains des actes principaux du pouvoir exécutif, comme le dépôt des projets de loi du gouvernement ou la nomination de hauts fonctionnaires.
Il est présidé par le président de la République et réunit le Premier ministre, tous les ministres de plein exercice et, selon le gouvernement, tout ou partie des membres du gouvernement de rang inférieur. Seul un compte rendu très synthétique des réunions étant publié, il est aussi censé permettre aux ministres de débattre librement de la politique du Gouvernement. Il se réunit traditionnellement au palais d'El Mouradia, la résidence officielle du président, bien qu'il puisse être convoqué en tout lieu et à tout moment par le président. Une réunion du gouvernement a lieu habituellement une fois par semaine sans le président de la République.
Le Conseil est l'un des éléments permettant au président de la République de diriger le pouvoir exécutif malgré le grand rôle théoriquement dévolu au Premier ministre par la Constitution. Il lui permet de contrôler l'élaboration et la mise en œuvre de la politique du Gouvernement et de donner ou refuser son accord à un certain nombre de décisions importantes, et, plus généralement, de marquer de ses vues les discussions impliquant l’ensemble du Gouvernement.
Le Conseil des ministres est la seule réunion formelle de l'ensemble des membres du Gouvernement. Le président peut par ailleurs présider des conseils restreints comprenant certains ministres.

## Rôle

### Compétence juridique
La Constitution, la législation et les règlements disposent qu’un certain nombre de décisions gouvernementales doivent être évoquées en Conseil des ministres pour être valables.
Les projets de loi d'initiative gouvernementale (les seuls appelés « projets » de loi, les textes d’initiative parlementaire étant simplement appelés des « propositions » de loi) doivent être présentés en Conseil avant d’être déposés au Parlement.
Certains actes réglementaires doivent également être présentés en Conseil des ministres avant d’être pris. Ces actes sont les ordonnances, prises dans le domaine de la loi en vertu d’une habilitation temporaire, et un certain nombre de décrets, qui sont alors appelés des « décrets en Conseil des ministres », et concernent :
Contrairement aux autres actes réglementaires qui sont seulement signés par le Premier ministre et les ministres responsables de leur exécution, ces actes doivent également être signés par le président de la République et donne au président un droit de veto sur ces textes. 
Un décret en Conseil des ministres, même si aucun texte ne prévoyait son inscription à l’ordre du jour, ne peut être modifié que par un autre décret en Conseil des ministres, à moins que ses dispositions finales ou une disposition législative ne permette qu’il soit modifié par décret simple.
Par ailleurs, le Premier ministre doit consulter le Conseil avant d’engager la responsabilité de son Gouvernement sur son programme ou une déclaration de politique générale.

## Composition et présidence
Le Conseil des ministres réunit le président de la République, le Premier ministre, les ministres de plein exercice et, parfois, les ministres de rang inférieur (ministres délégués et secrétaires d’État) ou certains d'entre eux.
Le Conseil est présidé par le président de la République. Il peut « à titre exceptionnel » se faire remplacer par le Premier ministre, « en vertu d’une délégation expresse et pour un ordre du jour déterminé », la procédure est extrêmement rare[réf. nécessaire].
Le secrétaire général de la Présidence de la République et le secrétaire général du Gouvernement, qui élaborent les comptes-rendus des réunions, assistent également au Conseil, sans y prendre part.

## Fonctionnement

### Convocation
Il appartient au président de la République, qui préside le Conseil, d’arrêter la date et le lieu de ses réunions. 
Le Palais d'El Mouradia, la résidence officielle du président de la République, est le lieu normal de réunion du Conseil. Le Conseil se réunit au rez-de-chaussée. Les ministres sont assis selon l’ordre protocolaire déterminé par le décret de nomination.
Le président de la République peut toutefois convoquer le Conseil ailleurs, pour des raisons symboliques. 

### Préparation
Pour la réunion, le secrétaire général du Gouvernement envoie un projet d'ordre du jour au président de la République, au Premier ministre et aux ministres. L'ordre du jour est arrêté lors d'un entretien du président avec le secrétaire général, et envoyé aux ministres.
Avant le Conseil, le président, le Premier ministre, le secrétaire général de la Présidence et le secrétaire général du Gouvernement ont un bref entretien. Pendant ce temps, le directeur de cabinet du secrétaire général du Gouvernement prépare la version définitive du communiqué de presse et fait signer aux ministres les actes qui seront présentés au président pendant le Conseil.

### Déroulement
Les réunions suivent un ordre du jour strict qui laisse peu de place à l'improvisation. Le président de la République peut, sur certaines questions spécialement importantes ou controversées, mener un tour de table pour que les ministres expriment leur opinion ; il est toujours le dernier à parler.
Les discussions en Conseil des ministres sont censées demeurer confidentielles. Le communiqué de presse publié après le Conseil ne contient que des indications brèves et évasives. 

## Autres Conseils et réunions
D'autres conseils réunissant des membres du Gouvernement existent en parallèle du Conseil des ministres et le complètent dans un domaine restreint ou avec un nombre réduit de participants, les réunions restreintes sont appelées « conseils » lorsqu’elles sont présidées par le président de la République et « comités » lorsqu’elles sont présidées par le Premier ministre.

### Les Conseils restreints
Des Conseils restreints peuvent être tenus au palais d'El Mouradia avec le président de la République, le Premier ministre, plusieurs ministres et des hauts fonctionnaires. Bien que leur fonctionnement partage de nombreux traits avec le Conseil des ministres, ils sont de ton moins solennel et plus concret et sont censés être des réunions de travail.

### Les réunions gouvernementales
Des réunions gouvernementales restreintes, appelées les comités interministériels, peuvent être tenues hors la présence du président. Elles sont présidées par le Premier ministre ou par un ministre désigné pour le remplacer, et réunissent certains ministres concernés par un problème particulier, et parfois des hauts fonctionnaires.
Le Premier ministre peut aussi présider des réunions de tous les membres du gouvernement, sans le président de la République, habituellement une fois par semaine.